# Scybalocanthon maculatus
Scybalocanthon maculatus är en skalbaggsart som beskrevs av Schmidt 1920. Scybalocanthon maculatus ingår i släktet Scybalocanthon och familjen bladhorningar. Inga underarter finns listade i Catalogue of Life.